# 赤沼源太
赤沼 源太（あかぬま げんた、1980年3月22日 - ）は、日本の元ラグビーユニオン選手。

## プロフィール
- 東京都出身。
- ポジションはセンター(CTB)。
- 身長175cm、体重80kg
- ニックネームは「ゲンタ」。

## 来歴
法政大学第二中学校・高等学校から法政大学に進学。卒業後トヨタ自動車に入社。
2008年にトヨタ自動車ヴェルブリッツを退団した。